# Tadeusz Ketler
Tadeusz Ketler (łot. Tadeušs Ketlers, ur. 6 czerwca 1942) – polski działacz społeczny na Łotwie, poseł do Sejmu Republiki Łotewskiej (1998–1999; 2001–2002), przewodniczący Związku Polaków na Łotwie (1998–2000).

## Życiorys
Jest absolwentem szkoły średniej nr 9 w Dyneburgu. W 1964 ukończył filologię angielską i rosyjską w Dyneburskim Instytucie Pedagogicznym. W 1998 wybrano go przewodniczącym Związku Polaków na Łotwie, zastąpił w tej funkcji Marię Kudriawcewą. W latach 90. był zatrudniony w charakterze wicedyrektora oddziału ds. naturalizacji w okręgu Dyneburg. W 1998 z powodzeniem ubiegał się o mandat z 24 miejsca listy Łotewskiej Drogi. W Sejmie VII kadencji był wiceprzewodniczącym parlamentarnej grupy łotewsko-polskiej.